# Кирпатий двадцятичотирьохкомірник
| Кирпатий двадцятичотирьохкомірник |                                                                                          |                                                                                          |
|                                   |                                                                                          |                                                                                          |
| Тип                               | однорідний 4-політоп                                                                     | однорідний 4-політоп                                                                     |
| Символ Шлефлі                     | s{3,4,3} sr{3,3,4} s{31,1,1}                                                             | s{3,4,3} sr{3,3,4} s{31,1,1}                                                             |
| Діаграми Коксетера — Динкіна      | · або · або                                                                              | · або · або                                                                              |
| Комірок                           | 144                                                                                      | 96 3.3.3 (неправильний) 24 3.3.3 24 3.3.3.3.3                                            |
| Граней                            | 480 {3}                                                                                  | 480 {3}                                                                                  |
| Ребер                             | 432                                                                                      | 432                                                                                      |
| Вершин                            | 96                                                                                       | 96                                                                                       |
| Вершинна фігура                   | (Тричі відсічений ікосаедр)                                                              | (Тричі відсічений ікосаедр)                                                              |
| Групи симетрії                    | [3+,4,3], 1/2F4, порядок 576 [(3,3)+,4], 1/2B4, порядок 192 [31,1,1]+, 1/2D4, порядок 96 | [3+,4,3], 1/2F4, порядок 576 [(3,3)+,4], 1/2B4, порядок 192 [31,1,1]+, 1/2D4, порядок 96 |
| Двоїстий                          | Двоїстий кирпатий 24-комірник                                                            | Двоїстий кирпатий 24-комірник                                                            |
| Властивості                       | опуклий                                                                                  | опуклий                                                                                  |
| Показник однорідності [уточнити]  | 30 31 32                                                                                 | 30 31 32                                                                                 |

Кирпа́тий двадцятичотирьохкомі́рник — чотиривимірний многогранник, один із 47 непризматичних опуклих однорідних багатокомірників і один із 3 напівправильних багатокомірників (бо складається з платонових тіл двох різних видів).
Вперше описав у статті 1900 року Торольд Госсет, який назвав багатокомірник тетрікосаедриком (tetricosahedric), оскільки його комірки - тетраедри та ікосаедри. Також відомий як кирпатий ікосітетрахор, напівкирпатий поліоктаедр (англ. semi-snub polyoctahedron).

## Опис

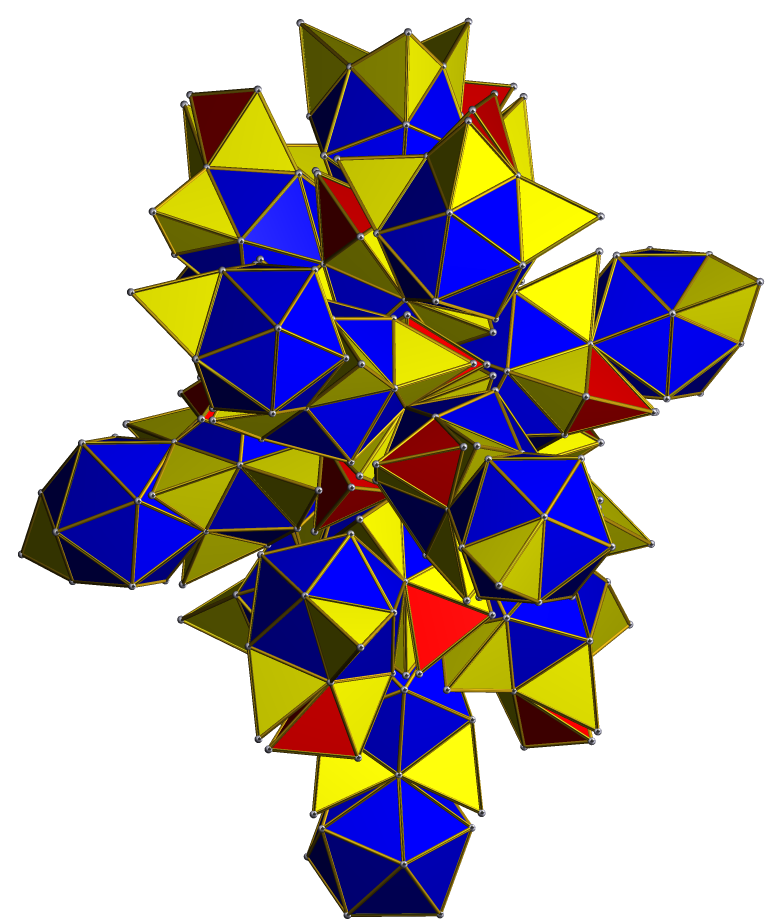
Розгортка

Обмежений 144 тривимірними комірками - 120 правильними тетраедрами і 24 правильними ікосаедрами. Кожну ікосаедричну комірку оточують вісім ікосаедричних та дванадцять тетраедричних. Тетраедричні комірки поділяються на дві групи: 24 з них оточені чотирма тетраедричними, решта 96 — трьома ікосаедричними та тетраедричною.
480 двовимірних граней - однакові правильні трикутники. 96 граней розділяють дві ікосаедричні комірки, 96 граней — дві тетраедричні, інші 288 — ікосаедричну й тетраедричну.
Має 432 ребра рівної довжини. На 288 ребрах сходяться по три грані й по три комірки (дві ікосаедричні й тетраедрична), на решті 144 - по чотири грані й по чотири комірки (ікосаедрична та три тетраедричні).
Має 96 вершин. У кожній вершині сходяться по 9 ребер, по 15 граней і по 8 комірок (три ікосаедричні та п'ять тетраедричних).
Кирпатий двадцятичотирьохкомірник можна отримати з шестисоткомірника, відсікши від того 24 ікосаедричні піраміди — так, щоб замість них залишилися тільки їхні основи. Вершини отриманого багатокомірника - 96 зі 120 вершин шестисоткомірника (а видалені 24 вершини утворюють вершини звичайного двадцятичотирьохкомірника); ребра - 432 зі 720 ребер шестисоткомірника; грані - 480 із 1200 граней шестисоткомірника. Звідси ясно, що в кирпатого двадцятичотирьохкомірника теж існують описана і обидві напіввписані тривимірні гіперсфери, причому вони збігаються з описаною і напіввписаними гіперсферами початкового шестисоткомірника.

## У координатах
Кирпатий двадцятичотирьохкомірник із довжиною ребра {\displaystyle 2} можна розмістити в декартовій системі координат так, щоб координати його вершин були різними парними перестановками наборів чисел {\displaystyle \left(0;\;\pm 1;\;\pm \Phi ;\;\pm \Phi ^{2}\right),} де {\displaystyle \Phi ={\frac {1+{\sqrt {5}}}{2}}} - відношення золотого перетину.
Початок координат {\displaystyle \left(0;\;0;\;0;\;0\right)} буде при цьому центром симетрії багатокомірника, а також центром його описаної та напіввписаних гіперсфер.

## Метричні характеристики
Якщо кирпатий двадцятичотирьохкомірник має ребро довжини {\displaystyle a,} то його чотиривимірний гіпероб'єм і тривимірна гіперплоща поверхні виражаються відповідно як
{\displaystyle V_{4}=5\left({\frac {9}{4}}+{\sqrt {5}}\right)a^{4}\approx 22{,}4303399a^{4},}
{\displaystyle S_{3}=10\left(3+{\sqrt {2}}+{\sqrt {5}}\right)a^{3}\approx 66{,}5028154a^{3}.}
Радіус описаної гіперсфери (що проходить через усі вершини багатокомірника) при цьому дорівнює
{\displaystyle R=\Phi a={\frac {1}{2}}\left(1+{\sqrt {5}}\right)a\approx 1{,}6180340a,}
радіус зовнішньої напіввписаної гіперсфери (що дотикається до всіх ребер у їхніх серединах) -
{\displaystyle \rho _{1}={\frac {1}{2}}{\sqrt {5+2{\sqrt {5}}}}\;a\approx 1{,}5388418a,}
радіус внутрішньої напіввписаної гіперсфери (що дотикається до всіх граней у їхніх центрах)
{\displaystyle \rho _{2}={\frac {1}{6}}\left({\sqrt {15}}+3{\sqrt {3}}\right)a\approx 1{,}5115226a.}
Вписати в кирпатий двадцятичотирьохкомірник гіперсферу — так, щоб вона дотикалася до всіх комірок, — неможливо. Радіус найбільшої гіперсфери, яку можна помістити всередині кирпатого двадцятичотирьохкомірника з ребром {\displaystyle a} (вона дотикатиметься лише до всіх ікосаедричних комірок у їхніх центрах), дорівнює
{\displaystyle r_{I}={\frac {1}{4}}\left(3+{\sqrt {5}}\right)a\approx 1{,}3090170a.}
Відстань від центру багатокомірника до будь-якої тетраедричної комірки перевищує {\displaystyle r_{I}} і становить
{\displaystyle r_{T}={\frac {1}{4}}\left({\sqrt {10}}+2{\sqrt {2}}\right)a\approx 1{,}4976762a.}

## Заповнення простору
За допомогою кирпатих двадцятичотирьохкомірників, шістнадцятикомірників і п'ятикоміриків можна без проміжків і накладень замостити чотиривимірний простір (див. Стільник з кирпатих 24-комірників). Це заповнення також знайшов Торольд Госсет.